# Stockton-on-Tees
Stockton-on-Tees este un oraș și o Autoritate Unitară în regiunea North East England. Orașul propriu zis  Stockton-on-Tees este orașul cel mai mare din cadrul autorității, cu o populație de 82.800. Alte orașe sunt: Billingham, Thornaby-on-Tees, Yarm, Ingleby Barwick și Norton. 